# Tommy Sampson
Tommy Sampson (* 1918; † 20. Oktober 2008 in Dunfermline) war ein schottischer Bandleader und Trompeter/Kornettist.

## Leben
Sampson spielte in frühester Jugend Kornett in der Heilsarmee. 1939 ging er zur britischen Armee (Royal Artillery) und geriet bei Tobruk im Juni 1942 in italienische Gefangenschaft, die bis 1945  in Italien und Deutschland dauerte, wobei er in Kriegsgefangenschaft Chöre und Bands organisierte. Danach leitete er bis zu seiner Entlassung aus der Armee 1946 das Scottish Command Dance Orchestra. Als Zivilist gründete er eine eigene Bigband (damals 17 Mitglieder), die zum ersten Mal im Januar 1947 mit großem Erfolg im Eldorado Ballroom in Leith (Schottland) bei Edinburgh spielte. Sie tourten durch Großbritannien und 1948 in Europa (Italien und Deutschland) für die Combined Services Entertainment (CSE), bis sein Gesundheitszustand und finanzielle Gründe ihn im Dezember 1949 zwangen, die Band aufzugeben. Viele seiner Musiker waren danach in der Band von Ted Heath. 
Danach arbeitete er in London für Musikverleger (Chappel’s), als Arrangeur und sang und arrangierte mit dem George Mitchell Chor (für zehn Jahre) und der Vokalgruppe Sapphires. Für zwei Jahre leitete und arrangierte er für das BBC Welsh Dance Orchestra und deren Chor. Danach zog er wieder nach Schottland. Dort leitete er eigene Tanz- und Showbands im Raum Glasgow und in Edinburgher Hotels. Später zog er nach Dunfermline. Er organisierte Wohltätigkeitskonzerte und die Weihnachtskonzerte der Heilsarmee. Zuletzt leitete er eine Band auf dem Edinburgh Jazz Festival 2008.
Seine Bigband der 1940er genoss später einen fast legendären Ruf, auch wenn es keine Aufnahmen auf Platte gibt (die einzige Decca Aufnahme wurde nicht veröffentlicht und ist wahrscheinlich verloren). Es gibt allerdings Mitschnitte von den BBC Radioübertragungen, die privat auf Platte gepresst wurden und Sammlerstücke sind. Arrangeur seiner Band war Edwin Holland. Vorbild der Band war die Bigband von Stan Kenton.
Kleine Gruppen seiner Musiker spielten 1949 Bebop. Zu den Mitgliedern seiner Band in den 1940ern gehörten Ralph Hutchinson, Saxophonist Joe Temperley, Klarinettist Henry Mackenzie, Ron Simmonds (Trompete), Phil Seamen, Hank Shaw, Alan Davey,  Johnny Hawksworth (Bass).
Möglicherweise spielte Johnny Dankworth (der in den 1940ern ebenfalls eine erfolgreiche Band leitete) auf einigen Radioaufnahmen mit.
Die Besetzung seiner Band 1947 war:
- Trompete (außer Sampson): Stan Reynolds, Duncan Campbell, Alec McGregor, Bert Courtley,
- Posaune: Ralph Hutchinson, Clare Welsh, Bill Paxton, Andy Young,
- Saxophon (bzw. Klarinette): George Hunter, Lew Warburton, Joe Temperley, Henry Mackenzie, Jimmy Waugh
- Klavier: Dave Simpson
- Gitarre/Gesang: Terry Walsh
- Bass: Sammy Stokes
- Schlagzeug: Dougie Cooper

Sängerinnen waren u. a. Gloria Duval, Anne Grey.